# 江戸川区立葛西第三中学校
江戸川区立葛西第三中学校（えどがわくりつ かさいだいさんちゅうがっこう）は、東京都江戸川区中葛西に所在する公立中学校。

## 概要
略称は「葛西三中（葛三、三中）」。1973年に開校。
葛西の落ち着いた住宅地の中に存在し、区内では3番目に生徒数が多い中学校である。
ダンス部が有名で日本中学校ダンス部選手権では2016年、2018年に日本全国で3位、東日本では1位を獲得している。
江戸川区立第七葛西小学校、第四葛西小学校、新田小学校の卒業生が対象だが、区域外の方からも来る場合もある。　過去、テレビ番組や映画のロケ地として多く使われてきた。

## 所在地
- 東京都江戸川区中葛西六丁目6番13号
- 東西線西葛西駅より徒歩12分

## 部活動
運動部
- サッカー部
- ダンス部
- 男子ソフトテニス部
- 女子ソフトテニス部
- 卓球部
- 野球部
- 男子バスケットボール部
- 女子バスケットボール部
- 陸上部
- バドミントン部
- 男子バレーボール部
- 女子バレーボール部
- 男子ハンドボール部
- 女子ハンドボール部
- ソフトボール部

文化部
- 吹奏楽部
- 美術部
- 科学部
- 手芸部
- 文芸部
- 歴史部
- 演劇部

## 出身者
- 平手友梨奈 - 中学2年のデビュー後に転入、以降、卒業まで在学
- 蒼井優 - 中学1年の途中から卒業まで在学